# Antoni Guinjoan i Simeón
Antoni Guinjoan i Simeón (Riudoms, 15 de desembre del 1927) és un professor de música, compositor i violinista català. Mor el dia 19 de Novembre de 2024.

## Biografia
Començà a estudiar música al seu pas per l'Escolania de Montserrat (1939-1942), i perfeccionà la formació al Conservatori Superior Municipal de Barcelona amb el professor de violí Joan Massià i Prats. Es titulà en Grau Superior el 1951, i el 1952 obtingué el primer premi del concurs de joves instrumentistes de la Diputació provincial de Tarragona, institució que el becà els quatre anys següents. Assistí als cursos "Vacance Musicali" del conservatori de Venècia (1956), i el 1957 guanyà la Menció d'Honor del Concurso Nacional Universitario de Madrid.
A partir del 1958, i durant tres lustres, va ser professor de violí de l'Escolania de Montserrat, per bé que també ensenyà en altres àmbits educatius. Fou co-fundador i director de les orquestres Gèrminans, Gaudeamus i Manuel Blancafort, entre altres (com l'Orfeón Riudonense el 1930 i, després de la guerra, la Coral Sarrià). Tocà a l'Orquestra Simfònica del Gran Teatre del Liceu (1958-1967) i, durant vint-i-cinc anys (1967-1992), a l'Orquestra Ciutat de Barcelona. Més recentment ha format part del "Trio Gaudeamus" tocant el violí, juntament amb Maria Rosa Llorens, piano i Montserrat Sitjà, violoncel.
En tant que compositor, ha escrit obres per a conjunt de corda i ha estrenat (fins al 2016) una quarantena de sardanes. Josep Maria Guix li dedicà el 2004 el Petit trio per a Guinjoan, per a violí, violoncel i piano.

## Obres

### Sardanes
Selecció
- A l'amic Quim (2007), dedicada a l'escriptor Joaquim Carbó i Masllorens
- A Valentí Miserachs
- Amb ulls d'amor (2011), dedicada al santuari de la Mare de Déu de la MIsericòrdia de Reus, i composta sobre un fragment dels seus goigs[3]
- Ballant en un tancar d'ulls (2009)[disc 1][nt 1]
- Companyonia[nt 2]
- En Jordi i la Magdalena (2008), dedicada al músic i promotor cultural Jordi Fort[nt 3]
- Gaudiniana[nt 2]
- Homenatge al pare Ireneu
- La joia dels 10 anys (2009)[disc 2]
- La plaça de l'Om de Riudoms (2014)

### Enregistraments
1. ↑  Cobla ONCE. Onze sardanes per a l'ONCE.  Barcelona: ONCE - Audiovisuals de Sarrià, 2011. Inclou obres d'Antoni Guinjoan, Carles Santiago, Jordi Paulí, Agustí Serratacó, Daniel Gasulla, Jesús Ventura, Carles Raya, Lluís Alcalà, Tomàs Gil, Joaquim Soms i Anna Abad. El llibret, amb text també en Braille, és obra del periodista Jordi Lara («Detall de les sardanes, al web "Boig per la sardana"». [Consulta: 25 novembre 2013].)
2. ↑  Cobla Reus Jove. Un camí d'il·lusions.  Barcelona: Audiovisuals de Sarrià, 2010. AVS 5.2199.